# الهري (سوريا)
الهري قرية سورية تتبع ناحية مركز البوكمال وتقع شرق مدينة البوكمال على بعد 5 كم الحدود العراقية. أغلب سكانها من عشيرة الجغايفة التابعة لقبيلة الدليم.